# Steinkohlenbergbau

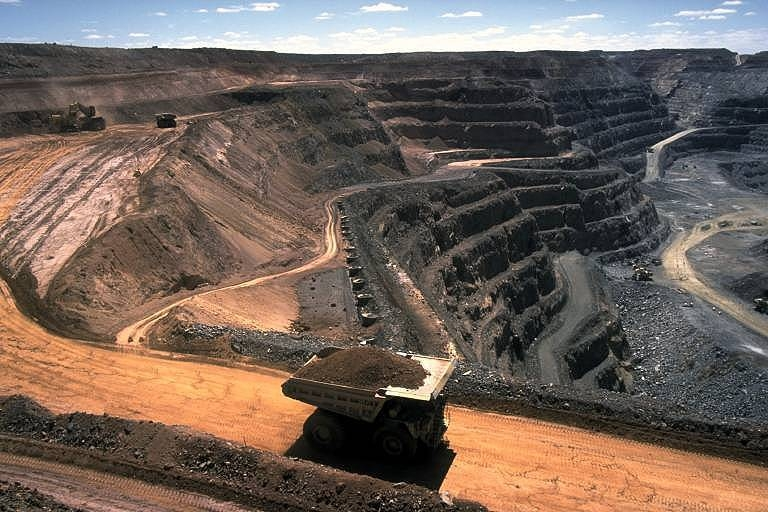
Steinkohlentagebau, Kalgoorlie-Boulder, Western Australia

Als Steinkohlenbergbau bezeichnet man die Aufsuchung und Gewinnung von Steinkohle, die im Tage- oder Untertagebau erfolgen kann. Anlagen zur Steinkohleförderung (insbesondere im Untertagebau) werden als Steinkohlebergwerk oder Zeche bezeichnet.
Weltweit wurden 2009 etwa 6 Milliarden Tonnen Steinkohle gefördert. Die größten Förderländer sind die Volksrepublik China, die USA und Indien, die zusammen rund 73 % der Weltförderung erbringen.
Steinkohle wird vor allem in Kraftwerken zur Erzeugung elektrischer Energie, bei der Kraft-Wärme-Kopplung auch zur Wärmegewinnung, genutzt. Ein weiterer wichtiger Abnehmer sind Kokereien, die Steinkohle zu Koks veredeln, der u. a. zur Stahlherstellung benötigt wird.

## Geschichte
Der älteste Steinkohlebergbau ist für das Saarland belegt. Im Neunkircher Stadtteil Heinitz wurden auf dem Riedberg aus Kännelkohlen des Flözes Tauentzien geschnitzte Schmuckstücke als Grabbeigaben von der Hallstattzeit bis zur späten gallo-romanischen Zeit durch kohlepetrografische Methoden nachgewiesen.

## Lagerstätten
Bei Steinkohle handelt es sich um ein Sediment aus Pflanzenresten, die zunächst ein Torfmoor bilden und dann von anderen Sedimenten überdeckt werden. Unter Luftabschluss sowie Druck- und Wärmeeinwirkung kann sich dann Steinkohle bilden. Dieser Prozess wird Inkohlung genannt. Die aus Steinkohle bestehenden Sedimentschichten werden Flöze genannt. Eine Steinkohlenlagerstätte liegt dann vor, wenn die Kohle in einer ausgedehnten Fläche mit zum Abbau ausreichender Mächtigkeit zu finden ist. Nach der Bildung wird in limnische und marine Lagerstätten unterschieden.

## Abbaumethoden
Steinkohle wird je nach den geologischen Gegebenheiten sowohl im Tage- als auch im Tiefbau gewonnen.

### Tagebau
Der Abbau erfolgt entweder mit Schaufelradbaggern oder durch Löffelbagger. Der Tagebau hat sehr niedrige Gestehungskosten durch einen hohen Mechanisierungsgrad. Nachteilig sind der hohe Flächenverbrauch und die Landschaftszerstörung. Tagebau auf Steinkohle wird hauptsächlich in Australien, Kasachstan und den Vereinigten Staaten von Amerika betrieben.

### Tiefbau
Beim Tiefbau kommt es häufig zu Gebäudesenkungen. Fließgewässer müssen für den Tiefbau aufgesattelt werden. Während des Abbaus müssen Tagesanlagen in Betrieb genommen und Halden angelegt werden.

#### Örterbau
Der Örterbau ist eine hauptsächlich in den USA angewandte Methode (englisch room-and-pillar). Dabei werden mit sogenannten Continuous Minern schachbrettartig Strecken im Flöz aufgefahren. Die Methode ist sehr effektiv, aber mit Abbauverlusten von bis zu 60 % behaftet.

#### Strebbau
Die andere heute bedeutende Abbaumethode ist der Strebbau. Dabei wird die Kohle an einer bis zu 450 m langen Kohlefront schälend mit einem Kohlenhobel oder schneidend mit einer Schrämwalze abgebaut. Es können täglich mehrere Tausend Tonnen Kohlen aus einem Streb gefördert werden. Früher (und in nicht hochentwickelten Ländern eventuell noch heute) wurde die Kohle im Streb von Bergleuten mit Pickhammer und Schaufel (Gezähe) gewonnen.

## Umweltauswirkungen

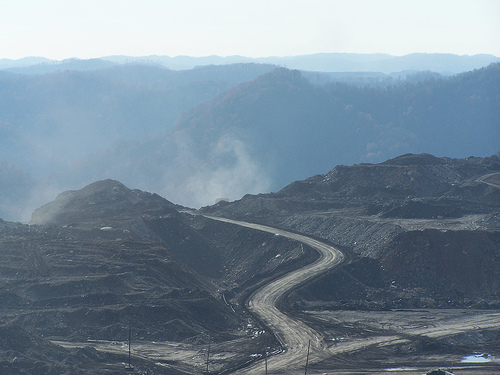
Mountaintop removal mining

Die Auswirkungen des Steinkohlenabbaus auf die Umwelt lassen sich in zwei Gruppen einteilen: Flächenverbrauch und Bergschäden. Klimaschäden durch Treibhausgas-Emissionen und allgemeine Umweltbelastungen durch andere Emissionen entstehen nicht nur beim Abbau der Steinkohle, sondern auch durch deren Verwertung, beispielsweise beim Verbrennen in Kraftwerken zur Stromerzeugung.

### Tagebau
Beim Tagebau sind die Auswirkungen auf die Umwelt hauptsächlich durch den hohen Flächenverbrauch bestimmt. Weitere Umweltauswirkungen sind die Grundwasserabsenkung und Staubentwicklung.
Beim in den Appalachen angewendeten Verfahren des Mountaintop removal mining werden komplette Bergkuppen abgetragen, um die darunter liegenden Kohleflöze im Tagebau zu gewinnen. Bedingt durch die großen Mächtigkeiten der Flöze und die im Verhältnis dazu relativ geringe Deckgebirgsmächtigkeit ist hier der Tagebau mit Großgeräten effizienter als der Tiefbau, bei dem so hohe Senkungen auftreten würden, dass die Berge großteils ebenfalls zerstört würden. Eine theoretische Alternative ist der Abbau mit Versatz, wodurch allerdings die Lagerstätten endgültig unbauwürdig werden würden. Mountaintop removal mining verändert die Landschaft gravierend.

### Tiefbau/Untertagebau

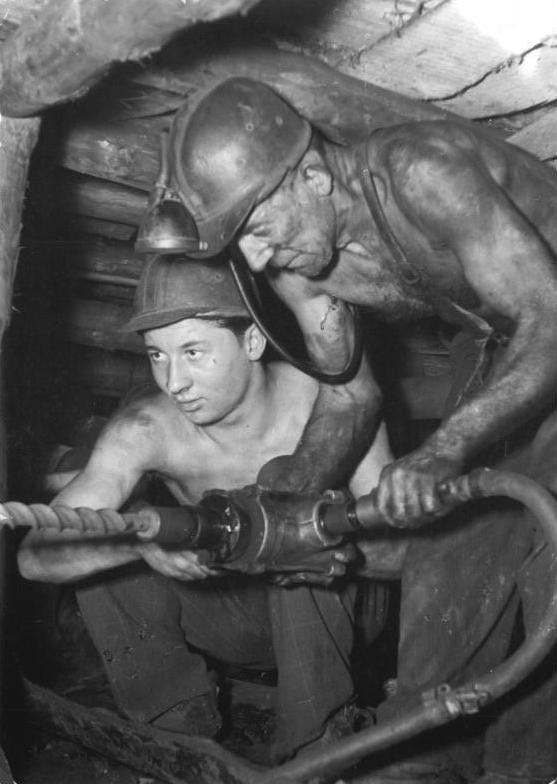
Bergarbeiter, 1952

Beim Tiefbau sind die hauptsächlichen Auswirkungen die durch Senkungen hervorgerufenen Bergschäden. Diese bestehen in Gebäudeschäden in bebauten Gebieten und der Notwendigkeit zur Aufsattelung der Fließgewässer, um das Fließen zu gewährleisten. Weiterhin werden während der Betriebszeit eines Bergwerks Flächen für Halden und Tagesanlagen in Anspruch genommen. In Deutschland müssen Halden seit den 1980er Jahren als Landschaftsbauwerke gestaltet werden, die nach dem Ende der Betriebszeit als Naherholungsgebiete oder anderweitig nachgenutzt werden. Die Tagesanlagen werden entweder rückgebaut oder nachgenutzt.

### Flözbrände
Flözbrände können entweder durch Selbstentzündung oder durch menschliche Einwirkungen, beispielsweise infolge eines Grubenbrandes entstehen. Durch Selbstentzündung entstandene Flözbrände treten nur bei Flözen auf, die aus zur Selbstentzündung neigenden Kohlesorten bestehen oder bei denen pyrophore Gesteine im Zwischenmittel oder den Hangend- bzw. Liegendschichten vorkommen. Zusätzlich muss eine Sauerstoffzufuhr gegeben sein, weshalb sich die durch Selbstentzündung entstandenen Flözbrände auf Flöze beschränken, die an der Tagesoberfläche ausbeißen oder durch Grubenbaue mit der Tagesoberfläche verbunden sind. In einem Steinkohlenbergwerk kann die Selbstentzündung der Steinkohle bei Nichtbeachtung von Sicherheitsvorkehrungen vorkommen, wenn Restkohle im Alten Mann verbleibt und dieser durch Schleichwetter mit Sauerstoff versorgt wird. Die Umweltauswirkungen der Flözbrände bestehen in der Emission von CO2, CO und anderen Gasen durch die unvollständige Verbrennung und bei tagesnahen Flözbränden im Verlust der Tagesoberfläche für landwirtschaftliche oder andere Nutzung.

## Situation nach Staaten

### Deutschland

#### Lagerstätten in der heutigen Bundesrepublik Deutschland
Die wichtigsten deutschen Lagerstätten befinden sich in Nordrhein-Westfalen im Ruhrgebiet und im Tecklenburger Land (Ibbenbürener Steinkohlenrevier) sowie im Saarland (Saarrevier). Ehemalige Kohlereviere, in denen der Bergbau bereits länger eingestellt wurde, sind das Aachener Revier, das Zwickauer und das Lugau-Oelsnitzer Steinkohlenrevier. Daneben existierten noch viele kleinere Steinkohlenabbaugebiete von geringer oder lokaler Bedeutung.

#### Einstellung des Steinkohlenbergbaus in Deutschland

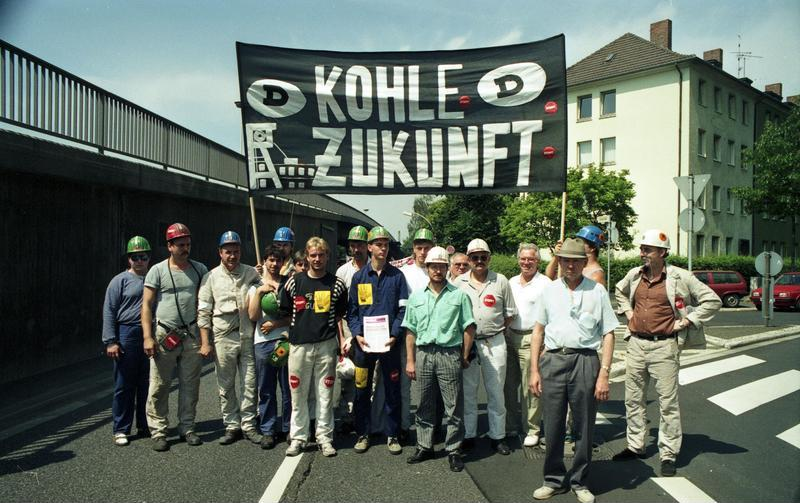
Demo gegen Kürzung der Steinkohlesubventionen (1991)

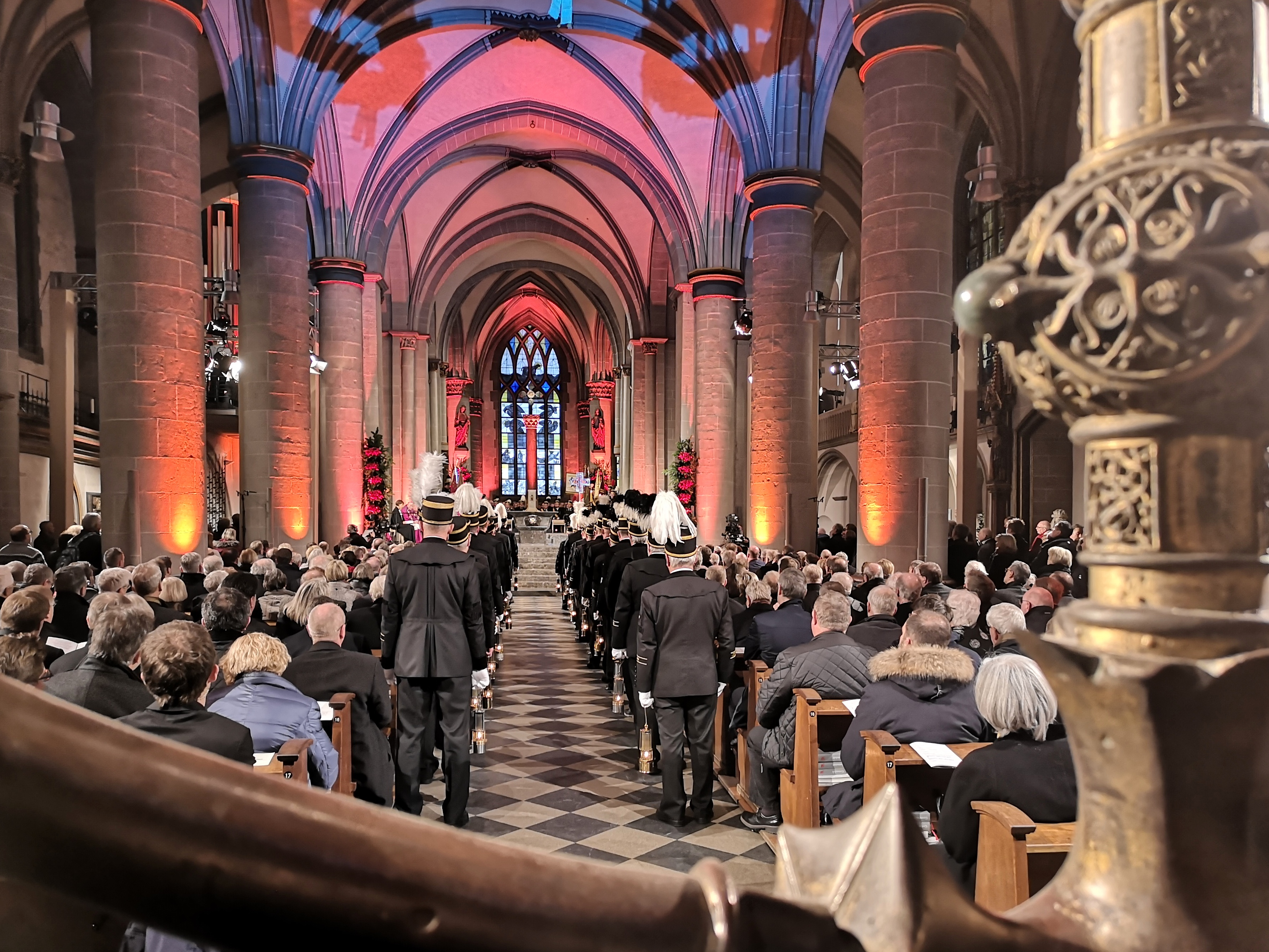
Ökumenischer Gottesdienst im Essener Münster anlässlich des Abschieds vom Steinkohlenbergbau

Seit den 1960er Jahren lagen die Betriebskosten im westdeutschen Steinkohlenbergbau höher als die am Markt erzielten Erlöse. Die Landesregierung von Nordrhein-Westfalen und die Bundesregierung begannen, den Kohleabbau mit Subventionen zu unterstützen. Ein unsubventionierter Abbau war aufgrund der Kostenstrukturen nicht profitabel. 2010 lag der durchschnittliche Marktpreis bei 85,33 €/t SKE (siehe Kohlepreise), die Förderkosten in Deutschland betrugen dagegen etwa 160 €/t SKE. Die Subventionierungen wurde 2018 eingestellt.
Für den deutschen Steinkohlenbergbau bedeutete dies wirtschaftlich das Aus, da die Entwicklung des Weltmarktpreises in absehbarer Zeit keinen profitablen Betrieb erwarten ließ. Der Steinkohlenverbrauch Deutschlands ist seit Mitte der 1990er Jahre annähernd konstant bzw. leicht sinkend, da der Gasverbrauch im selben Zeitraum zunahm, der Gesamtenergieverbrauch abnahm und erneuerbare Energien stark ausgebaut wurden (siehe auch Windenergie#Globale Statistik).
Bis ins Jahr 2001 wurde in Deutschland stets mehr Steinkohle gefördert als importiert, ab diesem Jahr übertraf die Importmenge die der heimischen Förderung.
Alleiniger Betreiber der deutschen Steinkohlebergwerke war zuletzt die RAG Deutsche Steinkohle AG. Am 17. August 2018 wurde zum letzten Mal Kohle im Bergwerk Ibbenbüren gefördert, und am 21. Dezember 2018 wurde als letzte Zeche das Bergwerk Prosper-Haniel in Bottrop geschlossen.

##### Hintergrund Subventionsausstieg
Der Ausstieg aus dem subventionierten Steinkohlenbergbau für das Jahr 2018 galt seit dem 29. Januar 2007 zwischen den Landesregierungen und der Bundesregierung als beschlossene Sache, als auch die SPD der Schließung der Zechen zustimmte. Dabei behielten sich das Land Nordrhein-Westfalen, das 2015 aus den Subventionszahlungen ausstieg, und die Sozialdemokraten eine erneute Überprüfung der Machbarkeitsstudie und des Beschlusses im Jahr 2012 mit Hinblick auf die Sozialverträglichkeit vor (sogenannte „Revisionsklausel“). Daher war es nicht ausgeschlossen, dass die Subventionen nach 2018 weiter gezahlt würden. Eine Verlängerung nach 2018, oder auch ein vorzeitiger Ausstieg vor 2018, hätte eine Änderung des Steinkohlefinanzierungsgesetzes benötigt. Die SPD unterstützte unter Kurt Beck (SPD-Vorsitzender von April 2006 bis September 2008) diesen Kompromiss in erster Linie, um vor Teilen der Wählerschaft „ihr Gesicht zu wahren“. Die Revisionsklausel galt auch für das Saarland. Im Mai 2011 stimmten Bundestag und Bundesrat der Streichung der Revisionsklausel zu.

Fördernde Steinkohlebergwerke in Deutschland
Steinkohleförderung in Deutschland
Arbeitnehmer im deutschen Steinkohlebergbau

#### Museen in Deutschland
An den ehemaligen deutschen Steinkohlenbergbau erinnern heute mehrere Museen, u. a.:
- Deutsches Bergbau-Museum Bochum
- Saarländisches Bergbaumuseum in Bexbach im Saarland
- Industriemuseum Zeche Zollern in Dortmund
- Museum Industriekultur in Osnabrück
- Bergbaumuseum Oelsnitz/Erzgebirge in Oelsnitz/Erzgebirge (ehemaliger Kaiserin-Augusta-/Karl-Liebknecht-Schacht) einschließlich Sächsische Kohlenstraße
- Zeche Nachtigall in Witten
- Weltkulturerbe Zeche Zollverein in Essen
- Heimat- und Bergbaumuseum Reinsdorf (Sachsen)
- Deutsches Museum in München
- Bergbaumuseum in Ibbenbüren
- Rabensteiner Stollen Besucherbergwerk im Harz/Thüringen
- Trainingsbergwerk Recklinghausen
- Besucherbergwerk Graf Wittekind in Dortmund
- Erlebnisbergwerk  Velsen (Grube Velsen) Saarbrücken

#### Weitere Medien
Zum Ende der Steinkohleförderung in Nordrhein-Westfalen am 21. Dezember 2018 (Schließung der letzten Zechen in NRW: Prosper-Haniel und Anthrazit Ibbenbüren) hat der Westdeutsche Rundfunk, Köln einen Schwerpunkt gesendet. Neben Dokumentationen gab es ein Mobiles Spiel für Android und iOS mit dem Titel Arschleder und das interaktive 360°-Webprojekt Glück auf.

### Spanien
Insbesondere das Baskenland sowie Asturien weisen einen bedeutenden Kohleabbau und eine umfangreiche Montanindustrie auf.

### Polen
Polen hat einen umfangreichen Steinkohlenbergbau im Wesentlichen im schlesischen Revier (siehe auch oberschlesisches Industriegebiet). Das ostpolnische Revier ist viel kleiner.
In den 1980er Jahren, nach der zweiten Ölpreiskrise, war die jährliche Fördermenge besonders hoch; 1980 waren es 193,1 Millionen Tonnen (siehe auch Steinkohle: Förderung nach Ländern).
2020 wurden in Polen ca. 54,4 Millionen Tonnen Steinkohle gefördert und ca. 53 Millionen Tonnen verkauft. Der Heizungssektor verbrauchte ca. 26 Millionen Tonnen Kohle, die Hälfte davon für Haushalte. Polen verbrannte 87 Prozent der von EU-Haushalten verbrauchten Kohle.

### Tschechien

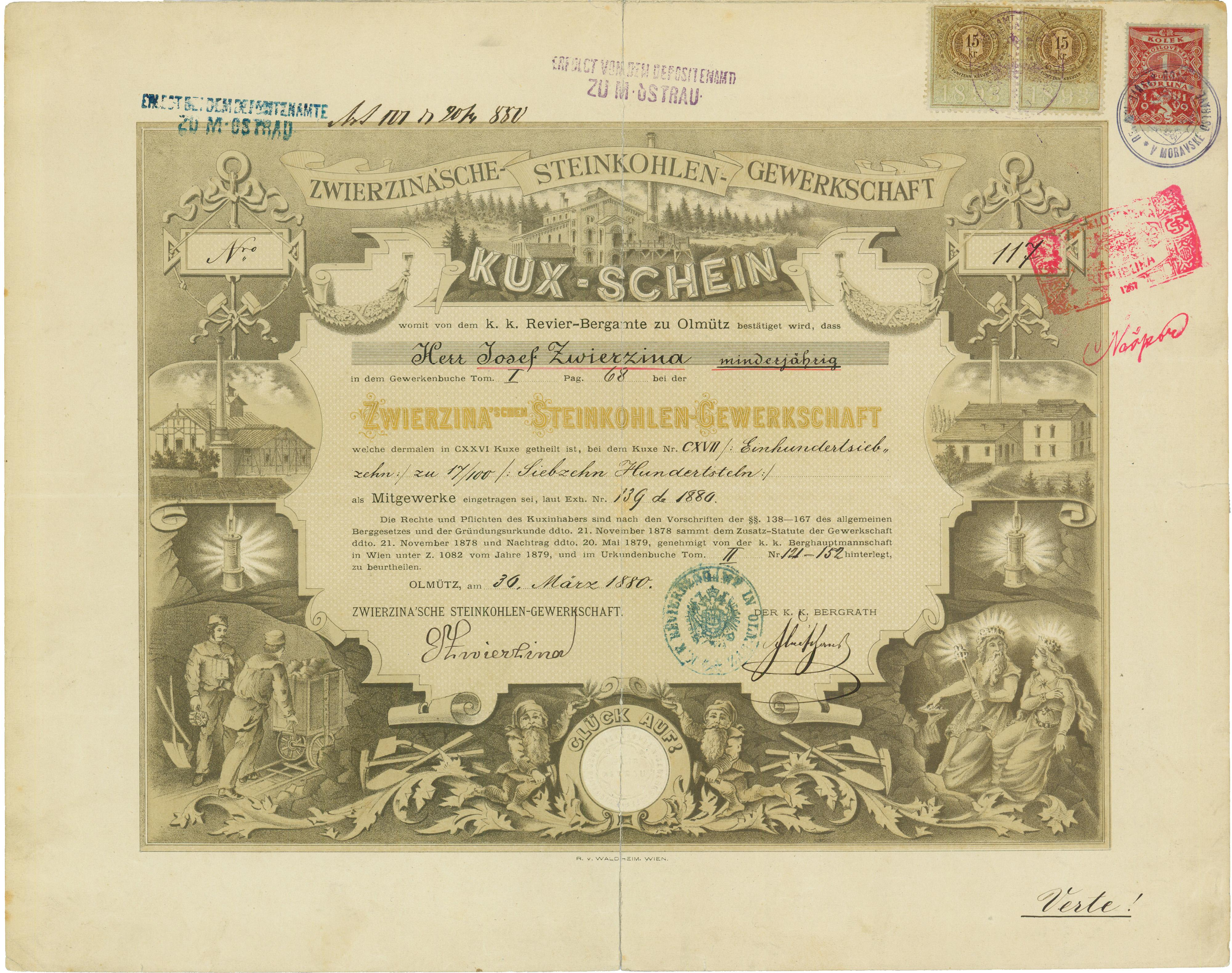
Kuxschein der Zwierzina'schen Steinkohlen-Gewerkschaft aus Olmütz (Olomuc) vom 30. März 1880

Der Abbau von Steinkohle erfolgt im Ostrauer Becken in der Mährisch-Schlesischen Region. Daneben bestanden weitere Fördergebiete u. a. im Pilsener Becken um Zbůch, Im Revier um Kladno (westlich von Prag), im Schatzlarer Revier bei Lampertice sowie im Rossitz-Oslawaner Revier. Dort befand sich mit der Zeche Důl Jindřich II bei Zbýšov die mit 1550 m tiefste Steinkohlengrube des Landes; sie wurde 1992 stillgelegt.

### Großbritannien
In Großbritannien wuchs der Kohlebergbau seit dem 18. Jahrhundert zu einer wesentlichen Grundlage der von dort ausgehenden Industrialisierung. Seit der Entstehung prägen intensive politische Konflikte um die Arbeitsbedingungen, das Streikrecht und die Aktivität der ersten Gewerkschaften wie im 20. Jahrhundert der Wechsel zwischen Verstaatlichung und Privatisierung. Nach dem Britischen Bergarbeiterstreik 1984/1985 wurde der Bergbau und insbesondere die Beschäftigtenanzahl stark reduziert. Die britische Steinkohle deckt nach wie vor einen gewichtigen Anteil des britischen Strombedarfs, dieser ist jedoch seit den 1970er Jahren deutlich geringer geworden und wird überwiegend mit günstiger Importkohle gedeckt. Seit 2003 importiert das Vereinigte Königreich mehr Kohle, als es selbst fördert. Die Zahl der Arbeiter in der Kohleindustrie, die auf ihrem Höhepunkt in den 1920er Jahren noch bei über einer Million lag (1970 bei ca. 280.000) sank bis zum Jahr 2015 auf unter 5000.
Das am längsten ununterbrochen fördernde Kohlebergwerk in Großbritannien, möglicherweise weltweit, war Tower Colliery in Südwales. Eröffnet 1805, überstand es die in den 1980er Jahren politisch erzwungene weitgehende Reduktion des Kohlebergbaus in Großbritannien über eine Übernahme der Belegschaft. Tower Colliery wurde 2008 geschlossen; in der benachbarten Aberpergwym Mine wird weiterhin gefördert. Von 2007 bis zum November 2023 war, ebenfalls in Wales, der Tagebau Ffos-y-fran östlich von Merthyr Tydfil in Betrieb. 2022 hatte das Bergwerk  Ffos-y-fran zwei Drittel der in Großbritannien insgesamt gewonnenen Steinkohle gefördert.
Am 18. Dezember 2015 wurde die letzte in Betrieb befindliche Zeche, Kellingley Colliery, in North Yorkshire geschlossen. Damit endete vorerst der mehrere Jahrhunderte dauernde industrielle Steinkohlentiefbau im Vereinigten Königreich. Kohle wird jedoch weiter im Tagebau abgebaut.

### Russland
2018 werden in Russland voraussichtlich mehr als 420 Millionen Tonnen Kohle gefördert. Rund die Hälfte stammt aus dem Kusnezker Becken. Etwa 50 % gehen in den Export.

### Vereinigte Staaten
Bereits Anfang des 18. Jahrhunderts wurde Steinkohle in den USA abgebaut, ab 1730 systematisch in Midlothian in Virginia. 
Stahlerzeugung und Industrialisierung gingen vom Manufacturing Belt aus, heute Rust Belt genannt.
Kohle ist (Stand 2023) nach Erdöl und Erdgas der dritte fossile heimische Energieträger. 
Von 2017 bis 2023 ging der Kohleverbrauch in den USA um über 40 % zurück.

### Australien

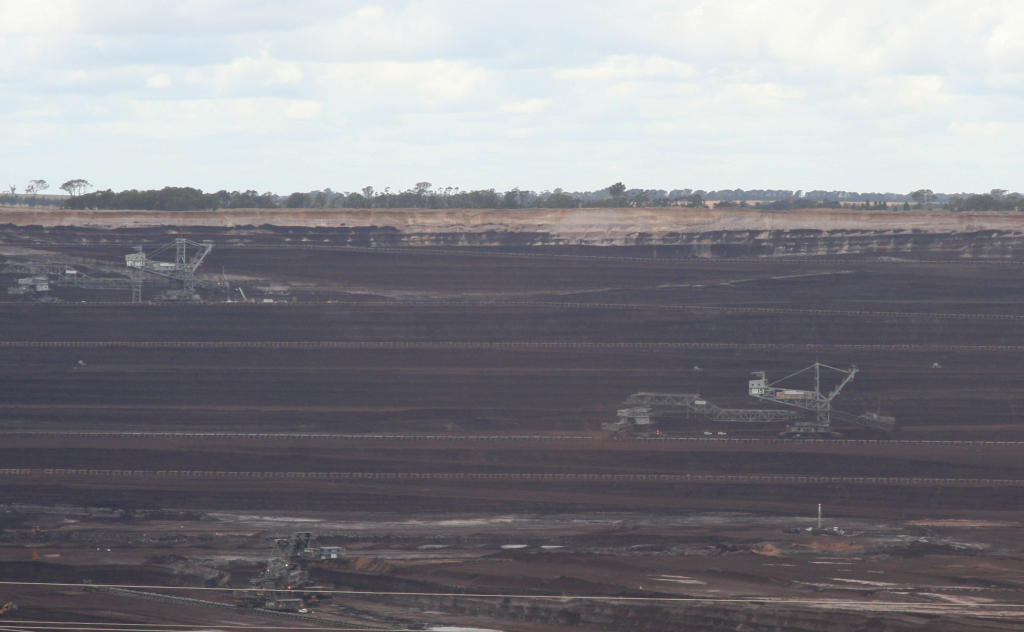
Steinkohlentagebau in Australien

Mit 348 Millionen Tonnen Jahresförderung 2009 gehört Australien zu den bedeutenden Kohleländern der Welt. Australien war 2008 der größte Steinkohleexporteur der Welt mit 260 Mio. Tonnen, der größte Teil davon wurde mit Massengutfrachtern nach China transportiert. Zudem wurden 85 % des australischen Stroms in Kohlekraftwerken hergestellt.

### China

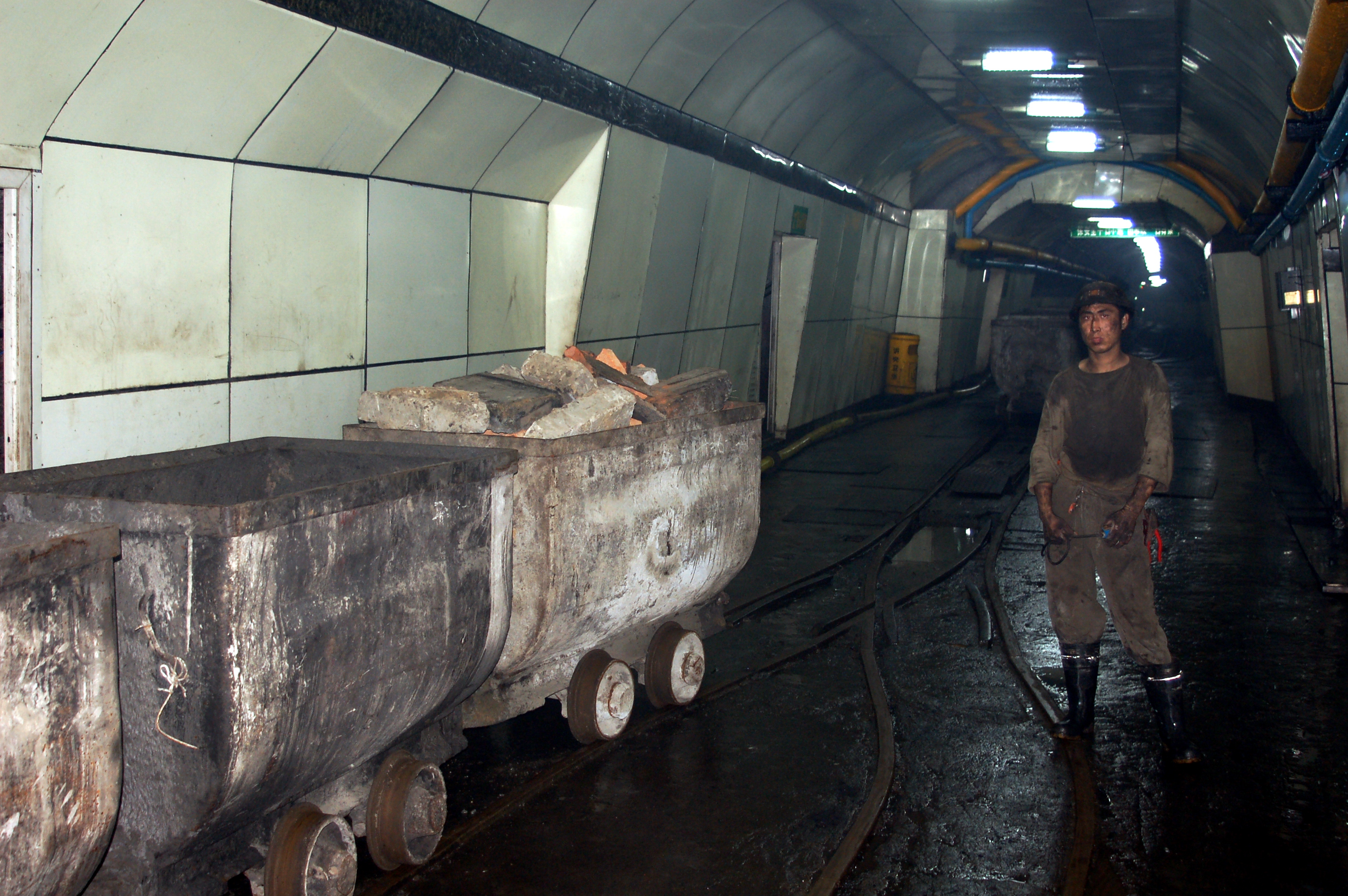
Bergwerk in Xingtai

In China wird Steinkohle sowohl im Tage- als auch im Tiefbau abgebaut. Obwohl China mit 2,93 Milliarden Tonnen (2009) aus ca. 18.000 Bergwerken der größte Förderer von Steinkohle ist, verbraucht es mittlerweile selbst mehr Kohle, als es fördern kann. Während es 2006 noch eine kleine Menge exportieren konnte, muss das Land seit 2007 Kohle importieren. Nach wie vor ist China eines der wenigen Länder, deren Steinkohleförderung immer noch wächst. Für 2020 wird die Fördermenge auf 3,8 Mrd. t geschätzt, womit China bei 54,3 % der Weltförderung läge.
Die Kohleförderung wird in China vor allem durch Kohlebrände erschwert, wobei sich Kohleflöze großflächig entzünden. Auf diese Weise verbrennen in China jährlich ca. 20 Millionen Tonnen Kohle; weitere 200 Millionen Tonnen werden für den Abbau unbrauchbar. Darüber hinaus gefährden die Kohlebrände die Gesundheit und das Leben der Menschen in unmittelbarer Nähe.

### Kolumbien

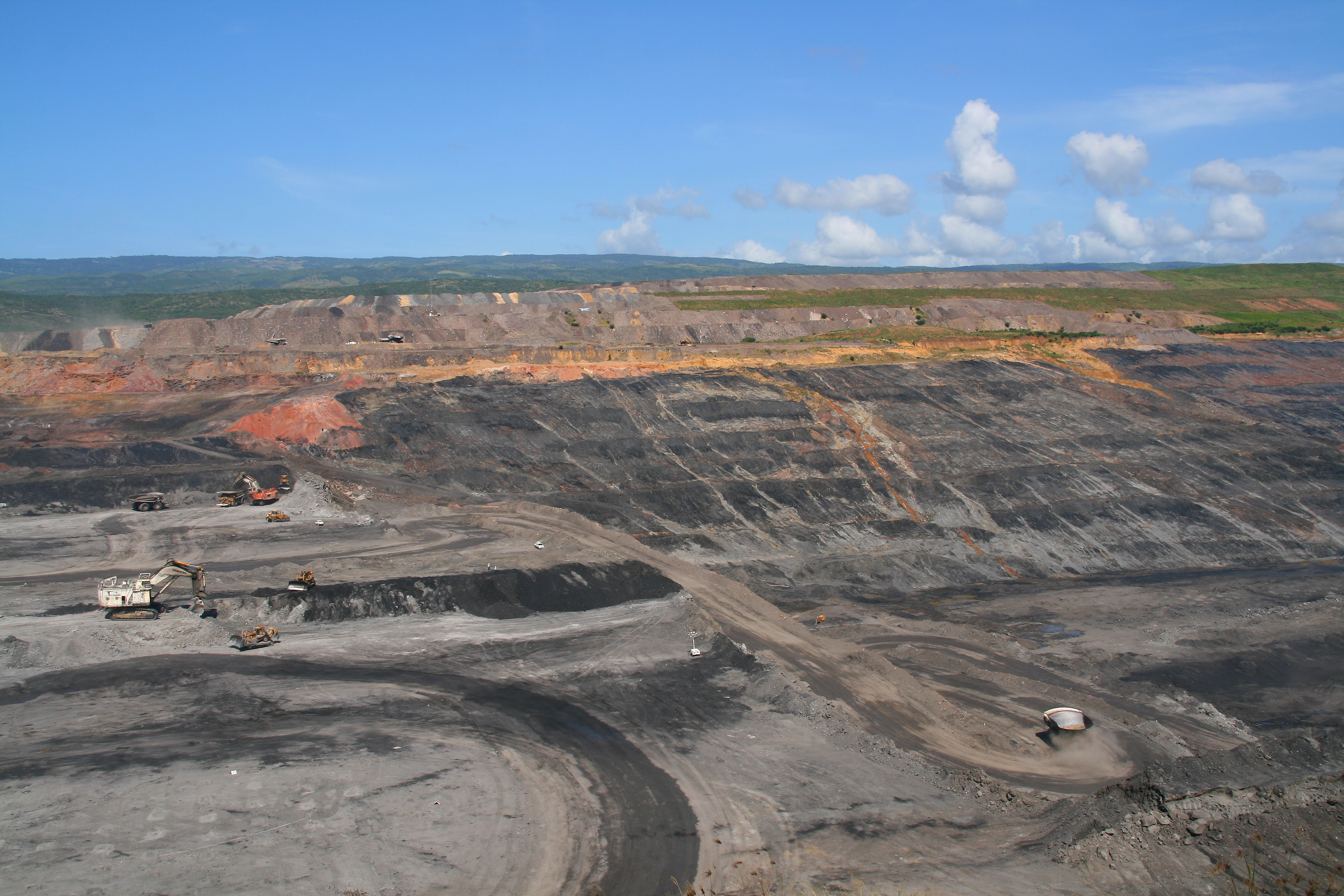
El Cerrejón

In Kolumbien wird Steinkohle sowohl im Tage- als auch im Tiefbau abgebaut. Mit El Cerrejón verfügt Kolumbien über einen der größten Steinkohlentagebaue der Welt. El Cerrejón allein erbrachte 2008 42 % der kolumbianischen Förderung.
Kolumbien förderte im Jahr 2009 72,8 Millionen Tonnen Steinkohle. Es stand damit auf Platz 10 in der Rangliste der steinkohlefördernden Länder. Mit einer Exportmenge von 68,7 Millionen Tonnen (2008) liegt Kolumbien an 5. Stelle der steinkohleexportierenden Länder.